# Milton (Kentucky)
Pour les articles homonymes, voir Milton.
Milton est une ville américaine située dans le comté de Trimble, dans le Kentucky. Selon le recensement de 2020, sa population est de 590 habitants.